# 대덕면 (담양군)
대덕면(大德面)은 전라남도 담양군의 서부에 위치한 면이다. 면적은 53.686km2이고, 2021년 기준 인구는 약 1천916명이다.

## 행정 구역
- 갈전리(葛田里)
  - 하갈
  - 상갈
- 금산리(錦山里)
  - 무월
  - 시목
- 매산리(梅山里)
  - 사창
  - 등갈
  - 대조동
  - 신갈
- 문학리(文學里)
  - 내문
  - 외문
- 비차리(飛釵里)
  - 차동
  - 가흥
- 성곡리(聲谷里)
  - 성곡
- 용대리(龍坮里)
  - 용대
  - 청운
  - 수곡
- 운산리(雲山里)
  - 저심
  - 산정
- 운암리(雲岩里)
  - 하운
  - 상운ㆍ솔뫼
  - 팔학
- 입석리(立石里)
  - 입석
- 장산리(章山里)
  - 대소산
  - 장동